# Limburg, Nederländerna
För andra betydelser, se Limburg
Limburg är en provins i sydöstra Nederländerna. Huvudort är Maastricht. Limburg är den sydligaste provinsen i Nederländerna. Provinsen omfattar 2 211 km² och har 1 115 853 invånare (2016).

## Kommuner
Limburg består av 31 kommuner (gemeenten):

- Beek
- Beekdaelen
- Beesel
- Bergen
- Brunssum
- Echt-Susteren
- Eijsden-Margraten
- Gennep
- Gulpen-Wittem
- Heerlen
- Horst aan de Maas
- Kerkrade
- Landgraaf
- Leudal
- Maasgouw
- Maastricht
- Meerssen
- Mook en Middelaar
- Nederweert
- Peel en Maas
- Roerdalen
- Roermond
- Simpelveld
- Sittard-Geleen
- Stein
- Vaals
- Valkenburg aan de Geul
- Venlo
- Venray
- Voerendaal
- Weert